# Excurso

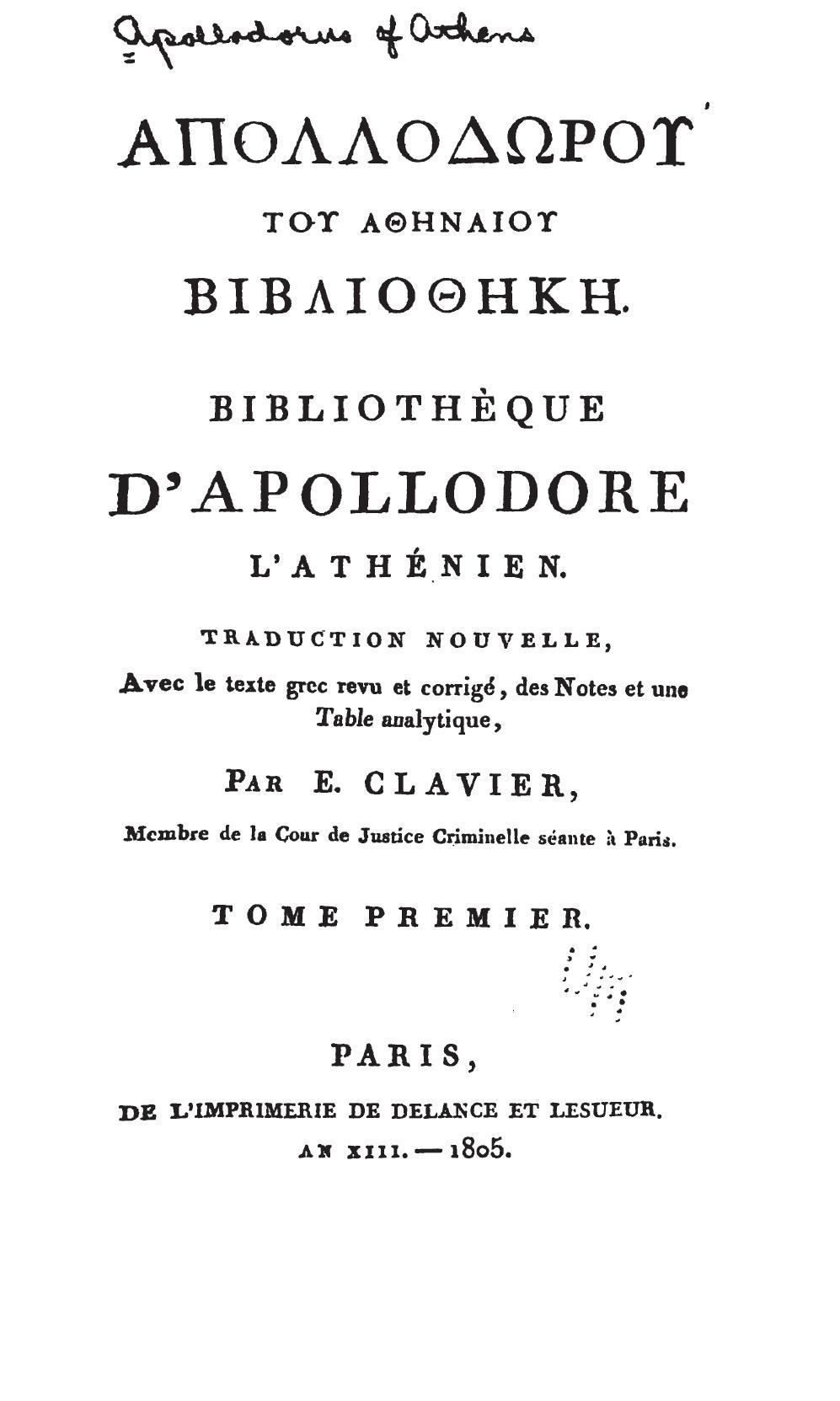
Bibliotheca:Ejemplo de excursus

Un excurso o excursus (del latín excurrere, "agotarse") es un breve episodio o anécdota dentro de una obra literaria o dentro de una conferencia. A menudo, los excursus nada tienen que ver con el tema que se trata, y se utilizan para aligerar la atmósfera de una historia trágica, una función similar a la de las obras de sátiro en el teatro griego. A veces se utilizan para proporcionar una historia de fondo al asunto que se está discutiendo, como en Pseudo-Apollodorus Bibliotheke'.

## Significado
Con el significado de ' digresión ' el término proviene del latín ex... = 'fuera' y cursus = 'correr'. Es una digresión independiente y autónoma insertada en el texto de tratados científicos o adjunta como apéndice. En un sentido más amplio, esto significa una breve elaboración escrita o una adición relacionada con la materia a una conferencia.
Por otra parte, a menudo se aplica un excursus a un escrito académico para proporcionar información disgresiva, que no contribuye directamente a la línea argumental pero que todavía se puede vincular con el tema general del texto.     

## Uso
En la Edad Media, el excursus era un recurso retórico preferido para permitir al narrador comentar o suspender la acción para la reflexión.
Es importante para un excursus que, a pesar de su proximidad, encaje lógicamente en el contexto global de la obra. Sólo así, un excursus tiene sentido y aporta valor, sobre todo en una elaboración científica. Esto significa que debe haber una referencia al tema del texto global y esto también debe subrayarse expresamente. En las novelas, "el narrador interrumpe su hilo narrativo y pasa a lo discursivo-reflexivo; en una perspectiva de lógica narrativa, sin embargo, la digresión suspende temporalmente el orden habitual de la narración". 

## Etimologías como excurso
En ocasiones se utilizan etimologías detalladas o fantásticas como excursus. Éste fue utilizado ya en el siglo V aC por el poeta Píndaro. El caso más famoso de etimologías que se utilizan como excursus está la Leyenda dorada ( ca. 1260) de Jacobus de Voragine, en la que la vida de cada santo viene precedida por una etimología sobre el origen del nombre del santo.